# Kanton Metz-1
Der Kanton Metz-1 ist seit 2015 ein französischer Wahlkreis im Arrondissement Metz, im Département Moselle und in der Region Grand Est (bis Ende 2015 Lothringen).

## Geschichte
Der Kanton entstand bei der Neueinteilung der französischen Kantone im Jahr 2015. Zu seinem Gebiet gehören Viertel der Stadt Metz im Nordwesten der Stadt.

## Lage
Der Kanton liegt in der Nordhälfte des Départements Moselle.

## Politik
Im 1. Wahlgang am 22. März 2015 erreichte keines der sieben Kandidatenpaare die absolute Mehrheit. Bei der Stichwahl am 29. März 2015 gewann das Gespann Dominique Gros/Patricia Sallusti (beide PS) gegen Sébastien Brodbeck/Françoise Grolet (beide FN) mit einem Stimmenanteil von 63,07 % (Wahlbeteiligung:40,59 %).
| Vertreter im Departementrat des Départements | Vertreter im Departementrat des Départements | Vertreter im Departementrat des Départements |
| Amtszeit                                     | Name                                         | Partei                                       |
| -------------------------------------------- | -------------------------------------------- | -------------------------------------------- |
| 2015–                                        | Dominique Gros Patricia Sallusti             | PS                                           |